# 阿德里安·洛佩斯·罗德里格斯
阿德里安·洛佩斯·罗德里格斯（西班牙語：Adrián López Rodríguez，1987年2月25日—），亦有昵称“皮斯库”（Piscu，但球员本人并不喜欢这个昵称），西班牙足球运动员，场上位置中后卫，目前为英超球会韋根效力。

## 俱乐部生涯
作为土生土长的加利西亚人，阿德里安·洛佩斯进入拉科鲁尼亚的青训体系，在B队两年之后，2007-2008赛季，他作为受伤的洛波的替代人选，打了15场西甲联赛。
2009年，晋升成为一队球员的阿德里安·洛佩斯在同巴伦西亚的比赛里，为球队攻进了他在西甲的处子球，最终的比分是1：1，双方战平。
洛佩斯於2010年夏季離開拉科鲁尼亚，8月前往英格蘭隨同韋根試訓，雖然球隊願意提供合約，但交易遭擱置待國際足協批准，直到12月31日才獲國際足協開綠燈，洛佩斯可以自由球員身份免費加盟韋根。